# Марченко, Людмила Ивановна
Людмила Ивановна Марченко (укр. Людмила Іванівна Марченко; род. 28 марта 1983 года, Смела, Черкасская область) — украинский фасилитатор, корпоративный тренер.
Народный депутат Украины IX созыва.

## Биография
Она окончила Тернопольский национальный экономический университет по трем специальностям: «Предпринимательство», «Финансы и налогообложение», «Экономическая кибернетика».
Проводит обучение для ВПЛ в проекте ПРООН «Развитие навыков предпринимательской деятельности среди ВПЛ и местного населения Луганской и Донецкой областей».
Марченко работает ведущим специалистом департамента обучения и развития персонала ООО «Эпицентр К» и ООО «Новая линия».
Бизнес-тренер ООО «Территория бизнеса».

## Политическая деятельность
Кандидат в народные депутаты от партии «Слуга народа» на парламентских выборах 2019 года, № 63 в списке. На время выборов: ведущий специалист департамента обучения и развития персонала ООО «Эпицентр К», член партии «Слуга народа». Проживает в Тернополе.
Член Комитета Верховной Рады по вопросам Регламента, депутатской этики и организации работы ВРУ, председатель подкомитета по вопросам законодательства о статусе народного депутата Украины.
Сопредседатель группы по межпарламентским связям с Грузией.